# جون غليسون
جون غليسون (14 مارس 1938 في أستراليا - 8 أكتوبر 2016 في أستراليا) (بالإنجليزية: John Gleeson)‏ هو لاعب كريكت أسترالي. شارك مع منتخب أستراليا الوطني للكريكت.

## وصلات خارجية
- جون غليسون على موقع إي آس بي آن كريك إنفو (الإنجليزية)